# أناناس
الأناناس أو الأناناس الوبري أو أنَنَاس (الاسم العلمي: Ananas comosus) هي نبات يتبع جنس الأنناس من الفصيلة البروميلية. والأناناس فاكهة استوائية لا تنبت إلا في المناطق الاستوائية.
للأناناس شكل هرمي ومميز وملفت للنظر، لذيذ الطعم ويمكن تحويل محتواه إلى عصير. لونه أصفر خفيف (الليموني). اكتشفت لأول مرة في القارة الأمريكية لكنها كانت مجهوله بالرغم من انهم كانوا متعجبين منها لعدة سنين.
عندما اكتشفت أمريكا الجنوبية هذه الفاكهة اللذيذة بدأت في محاولة معرفتها ومعرفة كيفية زراعتها وكذلك نقلها لأماكن أخرى في العالم. وكما نشاهد اليوم فهي متواجدة أغلب أماكن العالم الحارة مثل وسط أفريقيا والغابات التي تقع على خط الاستواء. وقد سمي بعد نقله بتفاح الصنوبر "Pineapples". يمكن زراعته في البيئات غير الصالحة لنموه داخل البيوت المحمية ولكنه عمل شاق وغالبا ما يكون كهواية أو متعة وتسلية وليس لغرض التجارة.

## وصف
الأناناس نبات عشبي معمر، ينمو إلى ارتفاع 1.0 إلى 1.5 م (3 قدم 3 بوصة إلى 4 قدم 11 بوصة) يبلغ متوسط طوله حوالي 180 سم، على الرغم من أنه في بعض الأحيان يمكن أن يكون أطول. يتمتع النبات بجذع قصير وممتلئ وأوراق صلبة شمعية. عند تكوين ثمارها، فإنها تنتج عادة ما يصل إلى 200 زهرة، على الرغم من أن بعض المستنبتات ذات الثمار الكبيرة يمكن أن تتجاوز هذا العدد. بمجرد أن تزهر، تتحد الثمار الفردية للزهور معًا لتكوين ثمرة مركبة. بعد إنتاج الثمرة الأولى، تُنتج براعم جانبية (يطلق عليها المزارعون التجاريون اسم "الشكير") في محاور أوراق الساق الرئيسية. يمكن إزالة هذا الشكير للتكاثر، أو تركه لإنتاج ثمار إضافية على النبات الأصلي. تجارياً، يُزرع الشكير الذي يظهر حول القاعدة. يحتوي على 30 أو أكثر من الأوراق الضيقة، اللحمية، ذات الشكل الحوضي، ويبلغ طوله 30 إلى 100 سـم (1 إلى 3 1⁄2 قدم) ويحيط بساق سميك؛ وتحتوي أوراقه على أشواك حادة على طول الحواف. في السنة الأولى من النمو، يصبح المحور أطول وأكثر سمكًا، ويحمل العديد من الأوراق في لوالب متقاربة. بعد مرور 12 إلى 20 شهرًا، ينمو الساق إلى نورة تشبه السنبلة يصل طولها إلى 15 سم (6 بوصات)، تحتوي على أكثر من 100 زهرة ثلاثية الأجزاء مرتبة في دوامة، ولكل زهرة منها قنابة تحميها.
في البرية، يُلقح الأناناس بشكل أساسي عن طريق الطيور الطنانة. تُجمع بعض أنواع الأناناس البري وتُلقح ليلاً بواسطة الخفافيش. أثناء الزراعة، نظرًا لأن نمو البذور يقلل من جودة الثمار، يُلقح الأناناس يدويًا، ويُحتفظ بالبذور للتكاثر فقط. في هاواي، حيث زُرِع الأناناس وعُلِّب صناعيًا طوال القرن العشرين،  حُظر استيراد الطيور الطنانة.
في البرية، يُلقح الأناناس بشكل أساسي عن طريق الطيور الطنانة. تُجمع بعض أنواع الأناناس البري وتُلقح ليلاً بواسطة الخفافيش. أثناء الزراعة، نظرًا لأن نمو البذور يقلل من جودة الثمار، يُلقح الأناناس يدويًا، ويُحتفظ بالبذور للتكاثر فقط. في هاواي، حيث زُرِع الأناناس وعُلِّب صناعيًا طوال القرن العشرين،  حُظر استيراد الطيور الطنانة.
تتطور المبايض إلى ثمار، والتي تتجمع لتشكل ثمرة كبيرة، ومتماسكة، ومتعددة. عادة ما تترتب ثمرة الأناناس في لولبين متشابكين، غالبًا مع 8 في اتجاه واحد و13 في الاتجاه الآخر، كل منهما عدد فيبوناتشي.
يقوم الأناناس بعملية التمثيل الضوئي CAM، حيث يقوم بتثبيت ثثنائي أكسيد الكربون ليلاً وتخزينه على شكل حمض التفاح، ثم إطلاقه أثناء النهار للمساعدة في عملية التمثيل الضوئي.

## التصنيف
يتألف الأناناس من خمسة أصناف نباتية، كانت تعتبر في السابق أنواعًا منفصلة. وسُلْسِلَت جينومات ثلاثة أصناف، بما في ذلك الصنف البري السلفي bracteatus.
| صورة | أصناف                                                                 | توزيع |
| ---- | --------------------------------------------------------------------- | --- |
|      | أناناس كوموسوس var. bracteatus (L.B.Sm.) Coppens & F.Leal             | البرازيل، بوليفيا، الأرجنتين، باراغواي، الإكوادور |
|      | أناناس كوموسوس var. comosus (Linnaeus) Merrill                        | البرازيل وباراغواي؛ متوطنة في أجزاء من آسيا، وإفريقيا، وأستراليا، والمكسيك، وأمريكا الوسطى، وجزر الهند الغربية، وشمال أمريكا الجنوبية، وجزر مختلفة في المحيط الهادئ |
|      | أناناس كوموسوس var. erectifolius (L.B.Sm.) Coppens & F.Leal           | بيرو، الإكوادور، كولومبيا، فنزويلا، شمال البرازيل، غويانا الفرنسية                                                                                                  |
|      | أناناس كوموسوس var. microstachys (Mez) L.B.Sm.                        | من كوستاريكا إلى باراغواي |
|      | أناناس كوموسوس var. parguazensis (Camargo & L.B.Sm.) Coppens & F.Leal | كولومبيا، فنزويلا، شمال البرازيل، غيانا، غويانا الفرنسية |

## تاريخ

### أصل الأسم
كان أول إشارة باللغة الإنجليزية إلى فاكهة الأناناس هي الترجمة التي صدرت عام 1568 من الفرنسية لكتاب أندريه ثيفيت ‏ "العالم الجديد"، أو أنتاركتيكا، ‏ حيث يشير إلى Hoyriri، وهي فاكهة يزرعها ويأكلها شعب توبينامبا ‏، الذي يعيش بالقرب من ريو دي جانيرو الحديثة، ويُعتقد الآن أنها أناناس. وفي وقت لاحق في نفس الترجمة الإنجليزية، وصف نفس الفاكهة بأنها "نانا مصنوعة على طريقة تفاحة الصنوبر"، حيث استخدم كلمة توبي أخرى nanas، وتعني "فاكهة ممتازة". اُعتمد هذا الاستخدام من قبل العديد من اللغات الأوروبية مما أدى إلى الاسم العلمي الثنائي للنبات Ananas comosus حيث تشير كلمة comosus 'مخصب' إلى جذع النبات. أشار بوركاس، الذي كتب باللغة الإنجليزية في عام 1613، إلى الفاكهة باسم أناناس، ولكن أول سجل لكلمة الأناناس نفسها في قاموس أوكسفورد الإنجليزي بواسطة كاتب إنجليزي كان بواسطة مانديفيلي في عام 1714.

### الزراعة قبل الاستعمار

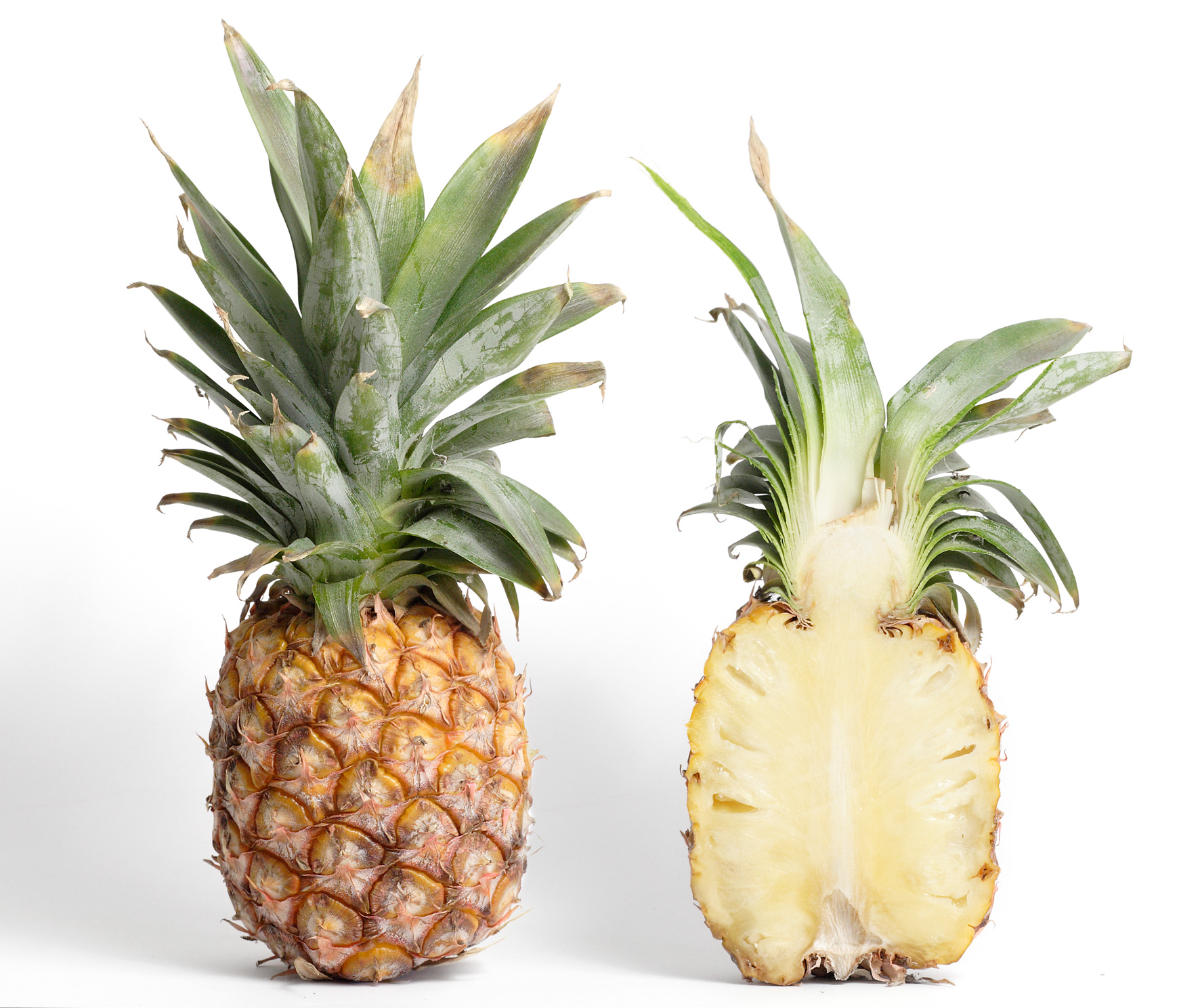
ثمرة أناناس كاملة ومقطعة طوليا

ينمو النبات البري في مجاري نهر بارانا – باراغواي الواقعة بين جنوب البرازيل باراغواي . لا يُعرف الكثير عن تدجينها، ولكنها انتشرت كمحصول في جميع أنحاء أمريكا الجنوبية. عُثِر على أدلة أثرية على استخدامه منذ عام 1200-800 قبل الميلاد (3200-2800 قبل الميلاد) في بيرو  و200 قبل الميلاد - 700 بعد الميلاد (2200-1300 قبل الميلاد) في المكسيك،  حيث زُرِع من قبل المايا والأزتك. بحلول أواخر القرن الخامس عشر، انتشر الأناناس المقطّع على نطاق واسع وكان غذاءً أساسياً للأمريكيين الأصليين. كان أول أوروبي يكتشف الأناناس هو كريستوفر كولومبوس ، في غوادلوب في 4 نوفمبر 1493. أخذ البرتغاليون الفاكهة من البرازيل وأدخلوها إلى الهند بحلول عام 1550. أُدخل مستنبت " Red Spanish " أيضًا بواسطة الإسبان من أمريكا اللاتينية إلى الفلبين، زُرع لإنتاج ألياف بينا التي ستُستخدم بعد ذلك لإنتاج المنسوجات منذ القرن السابع عشر على الأقل.
أعاد كولومبوس النبات إلى إسبانيا وأطلق عليه اسم piña de Indes، ويعني "صنوبر الهنود". وُثِّق الأناناس في كتاب بيتر مارتير عقود العالم الجديد ‏ (1516) وكتاب أنطونيو بيغافيتا Relazione del primo viaggio intorno al mondo (1524–1525)، وأول رسم توضيحي معروف كان في كتاب أوفييدو Historia General de Las Indias (1535).

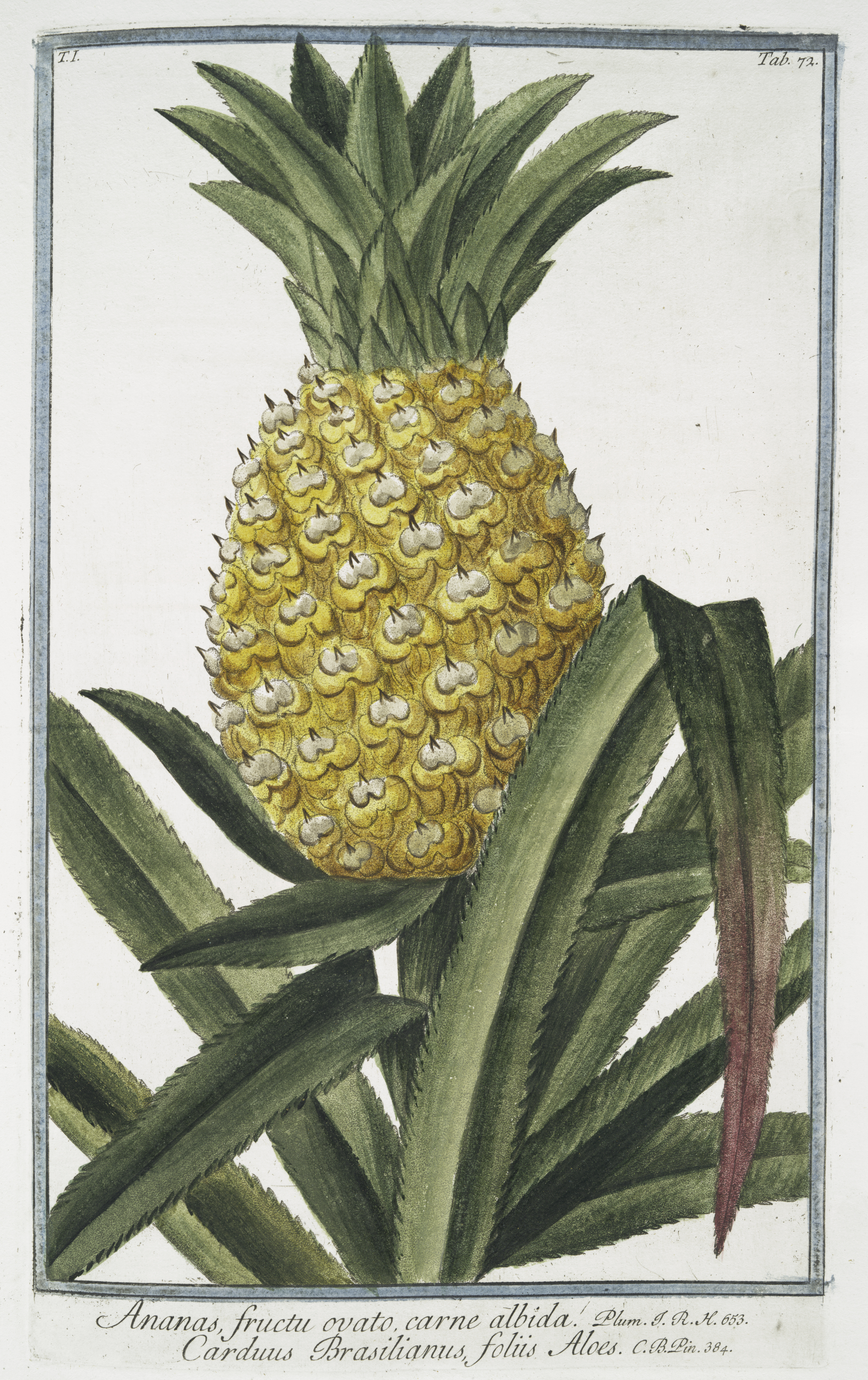
رسم توضيحي يعود إلى عام 1772 لنوع من الأناناس يسمى Ananas comosus والذي أُطلق عليه الاسم العلمي المبكر Cardus brasilianus folius aloes بقلم بانهيوس في عام 1623

### مقدمة عن العالم القديم
في حين أن الأناناس كان يثير اهتمام الأوروبيين باعتباره ثمرة من ثمار الاستعمار،  إلا أنه لم يُزرع بنجاح في أوروبا حتى قام بيتر دي لا كورت (1664-1739) بتطوير البستنة في البيوت الزجاجية بالقرب من لايدن. وُزِّعت نباتات الأناناس من هولندا إلى البستانيين الإنجليز في عام 1719 وإلى الفرنسيين في عام 1730. في إنجلترا، زُرِع الأناناس لأول مرة في درني كورت ‏، درني في باكينغهامشير، وبُني "موقد أناناس" ضخم لتسخين النباتات في حديقة تشيلسي الفيزيائية ‏ في عام 1723. في فرنسا، قُدِّم الأناناس المزروع في فرساي إلى الملك لويس الخامس عشر في عام 1733. في روسيا، استورد بطرس الأكبر طريقة دي لا كورت إلى سانت بطرسبرغ في عشرينيات القرن الثامن عشر؛ وفي عام 1730، نُقلت عشرون شتلة أناناس من هناك إلى دفيئة زراعية في قصر الإمبراطورة آنا الجديد في موسكو.
وبسبب تكاليف الاستيراد المباشر والتكاليف الباهظة للمعدات والعمالة اللازمة لزراعته في مناخ معتدل، في بيوت زجاجية تسمى "pineries"، أصبح الأناناس رمزا للثروة ‏. اُستُخدمت في البداية بشكل أساسي للعرض في حفلات العشاء، بدلاً من تناولها، واُستُخدمت مرارًا وتكرارًا حتى بدأت تتعفن.  في النصف الثاني من القرن الثامن عشر، أصبح إنتاج الفاكهة في العقارات البريطانية موضوعًا لمنافسة كبيرة بين الأرستقراطيين الأثرياء.  قام جون موراي، إيرل دونمور الرابع، ببناء دفيئة على أرضه تعلوها قبة حجرية ضخمة يبلغ ارتفاعها 14 مترًا على شكل الفاكهة؛ وهي تُعرف باسم أناناس دنمور. في الهندسة المعمارية، أصبحت أشكال الأناناس عناصر زخرفية ترمز إلى حسن الضيافة.

### منذ القرن التاسع عشر: التسويق التجاري الشامل
وقد جُرِّبت العديد من المستنبتات المختلفة، معظمها من جزر الأنتيل، للزراعة في البيوت الزجاجية الأوروبية. كان الصنف الأكثر أهمية هو "Smooth Cayenne"، الذي استورد أولاً لفرنسا في عام 1820، ثم أعيد تصديره إلى المملكة المتحدة في عام 1835، ثم من المملكة المتحدة انتشر الزراعة عبر هاواي إلى أستراليا وإفريقيا. يشكل مستنبت "Smooth Cayenne" (والأصناف الفرعية أو المستنسخات من "Smooth Cayenne") غالبية إنتاج الأناناس في العالم اليوم. اُستوردت المربى والحلويات المعتمدة على الأناناس إلى أوروبا من جزر الهند الغربية، والبرازيل، والمكسيك منذ وقت مبكر. بحلول أوائل القرن التاسع عشر، نُقل الأناناس الطازج مباشرة من جزر الهند الغربية بكميات كبيرة بما يكفي لخفض الأسعار الأوروبية. وفي وقت لاحق، سيطرت جزر الأزور على إنتاج الأناناس بالنسبة لأوروبا، وفلوريدا، ومنطقة البحر الكاريبي بالنسبة لأمريكا الشمالية، بسبب طرق التجارة القصيرة.

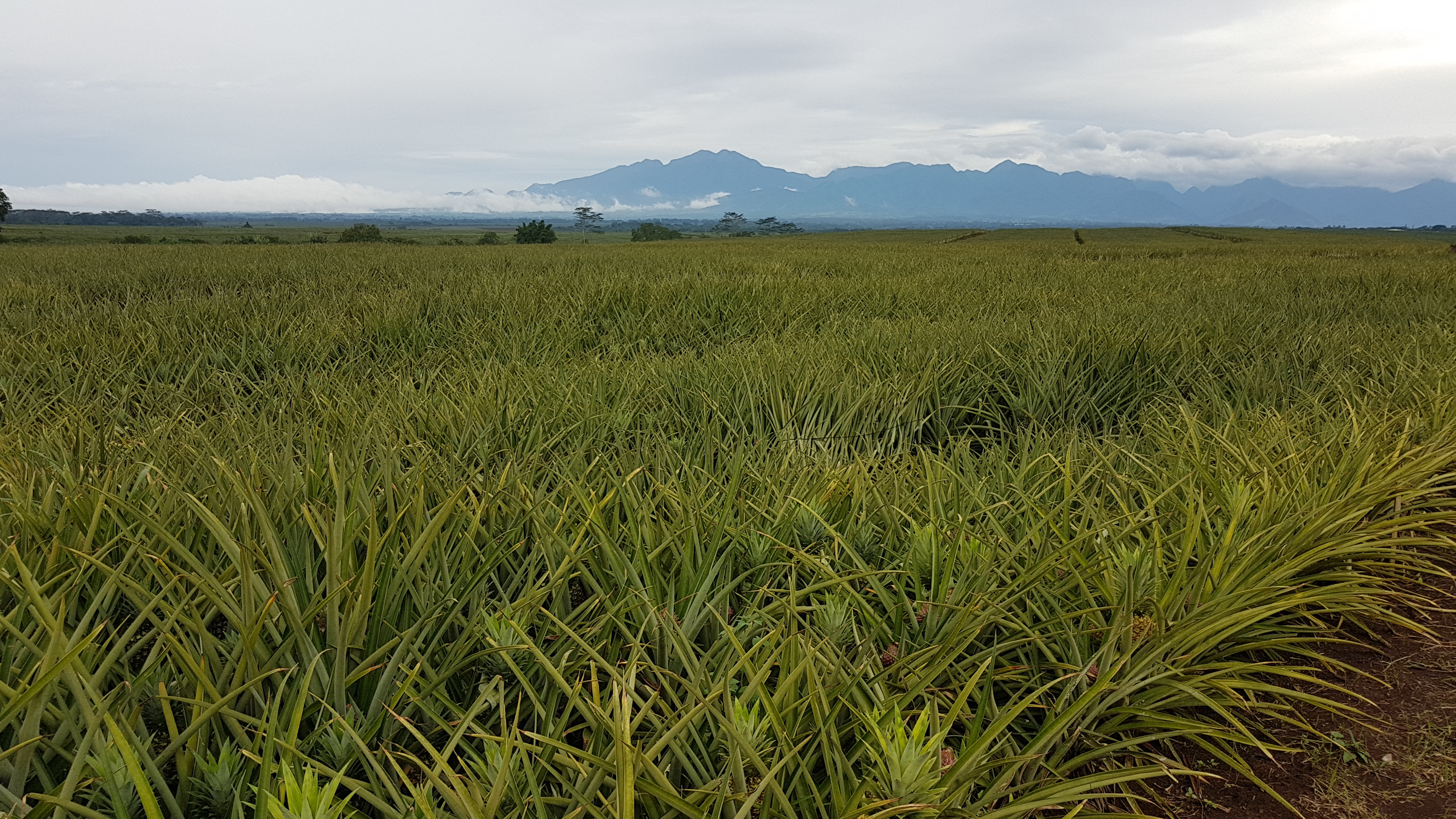
حقول أناناس ديل مونتي في بوكيدنون ، الفلبين

كان الإسبان قد أدخلوا الأناناس إلى هاواي في القرن الثامن عشر  حيث يُعرف باسم hala kahiki (" الهالة الأجنبية")،  ولكن أُنشئت أول مزرعة تجارية في عام 1886. كان المستثمر الأكثر شهرة هو جيمس دول ‏، الذي انتقل إلى هاواي في عام 1899  وبدأ مزرعة أناناس 24-هكتار (60-أكر) في عام 1900 والتي نمت لتصبح شركة دول للأغذية. بدأ دول ديل مونتي للأغذية في زراعة الأناناس في جزيرة أواهو في عامي 1901 و1917 على التوالي، وبدأت شركة ماوي للأناناس ‏ في زراعته في ماوي في عام 1909. بدأ جيمس دول المعالجة التجارية للأناناس، وقام موظف دول هنري جيناكا باختراع آلة تقشير وتفريغ أوتوماتيكيًا في عام 1911.
بدأ إنتاج هاواي في الانخفاض منذ سبعينيات القرن العشرين بسبب المنافسة والتحول إلى النقل البحري المبرد. أوقفت شركة دول عملياتها في مصنع التعليب في هونولولو في عام 1991، وفي عام 2008، أنهت شركة ديل مونتي عمليات زراعة الأناناس في هاواي. في عام 2009، خفضت شركة ماوي للأناناس عملياتها لتوريد الأناناس محليًا فقط في ماوي،  وبحلول عام 2013، كانت مزرعة دول في أواهو فقط هي التي تزرع الأناناس بحجم يبلغ حوالي 0.1 في المائة من إنتاج العالم. وعلى الرغم من هذا التراجع، لا يزال الأناناس يستخدم أحيانًا كرمز لهاواي. علاوة على ذلك، فإن الأطعمة التي تحتوي على الأناناس تُعرف أحيانًا باسم "هاواي" لهذا السبب وحده.
قُدِّم "Smooth Cayenne" في الفلبين في أوائل القرن العشرين بواسطة وزارة الزراعة الأمريكي خلال الفترة الاستعمارية الأمريكية. قام دول وديل مونتي بإنشاء مزارع في جزيرة مينداناو في عشرينيات القرن العشرين؛ في مقاطعتي كوتاباتو وبوكيدنون على التوالي. بدأت عمليات التعليب على نطاق واسع في جنوب شرق آسيا، بما في ذلك الفلبين، منذ عام 1920. وقد تضررت هذه التجارة بشدة بسبب الحرب العالمية الثانية، وسيطرت هاواي على التجارة الدولية حتى ستينيات القرن العشرين.
تظل الفلبين واحدة من أكبر مصدري الأناناس في العالم. أصبحت مزارع ديل مونتي تُدار محليًا الآن، بعد أن أكملت شركة ديل مونتي باسيفيك المحدودة، وهي شركة فلبينية، شراء شركة ديل مونتي فودز في عام 2014.

## الزراعة
في الزراعة التجارية، يمكن تحفيز الإزهار بشكل مصطنع، ويمكن أن يشجع الحصاد المبكر للفاكهة الرئيسية على تطوير محصول ثان من الفاكهة الأصغر. بمجرد إزالة الجزء العلوي من الأناناس أثناء التنظيف، يمكن غرسه في التربة وسوف ينمو نبات جديد. تُزرع الشتلات والشكير تجاريا.

### التخزين والنقل
يفضل بعض المشترين الفاكهة الخضراء، في حين يفضلها البعض الآخر الناضجة أو ذات اللون الأخضر الباهت. يُرش منظم نمو النبات عادةً، إيثيفون، على الفاكهة قبل أسبوع واحد من الحصاد، مما يؤدي إلى تطوير الإيثيلين، الذي يحول الفاكهة إلى اللون الأصفر الذهبي. بعد التنظيف والتقطيع، يُعلب الأناناس عادةً في شراب السكر مع إضافة مواد حافظة. لا ينضج الأناناس أبدًا أكثر مما كان عليه عند حصاده لأنه فاكهة غير منتهية الصلاحية.

### المخاوف الأخلاقية والبيئية
مثل معظم عمليات إنتاج الفواكه الحديثة، تعتمد مزارع الأناناس على عمليات صناعية كبيرة. وفي كوستاريكا على وجه الخصوص، تستخدم صناعة الأناناس كميات كبيرة من المبيدات الحشرية لحماية المحصول، مما تسبب في مشكلات صحية للعديد من العمال. هؤلاء العمال غالبًا ما يتلقون تعويضات قليلة، ومعظمهم من المهاجرين الفقراء، وغالبًا من نيكاراغوا. كما تنخفض أجور العمال مع كل انخفاض في الأسعار في الأسواق الخارجية. في عام 2016، أعلنت الحكومة أنها ستعمل على تحسين الوضع بمساعدة مجموعات مختلفة.
تاريخيًا، كانت زراعة الفاكهة الاستوائية، مثل الأناناس، تتركز في ما يسمى "جمهوريات الموز".

#### تجارة المخدرات غير المشروعة
غالبًا ما يُستخدم الأناناس المستورد من كوستاريكا إلى أوروبا كغطاء للاتجار بالمخدرات، وتُحتجز الحاويات بشكل روتيني في كلا الموقعين.

#### التوسع في المناطق المحمية
في كوستاريكا، توسعت زراعة الأناناس في منطقة ماكينكي، وCorredor Fronterizo، ومحميتي الحياة البرية بارا ديل كولورادو ‏، وكانيو نيجرو ‏، وتقع جميعها في شمال البلاد. وبما أن هذه المناطق محمية وليست حدائق وطنية، فإن الأنشطة المستدامة المحدودة والمقيدة مسموح بها، ومع ذلك فإن مزارع الأناناس هي تعتمد على عمليات صناعية والعديد منها لا تمتلك الترخيص المناسب للعمل في المناطق المحمية، أو بدأت فيها قبل إعلان المنطقة محمية، أو قبل تطبيق اللوائح الحديثة أو إنشاء وكالة التنظيم البيئي (Setena) في عام 1996. لدى الوكالة سجلات لحوالي 358.5 ها (1.384 ميل2) من مزارع الأناناس العاملة داخل المناطق المحمية، ولكن صور الأقمار الصناعية لعام 2018 تشير إلى وجود حوالي 1,659 ها (6.41 ميل2) .

### الآفات والأمراض
يتعرض الأناناس لمجموعة متنوعة من الأمراض، وأخطرها مرض الذبول الذي تنقله البقيات الدقيقية والتي توجد عادة على سطح الأناناس، ولكن من الممكن أن توجد في أكواب الزهرة المغلقة. تشمل الأمراض الأخرى مرض الحمضيات الوردي، وتعفن القلب البكتيري، وسرطان الأشجار، وتعفن القلب الفطري، وتعفن الجذور، والعفن الأسود، وتعفن المؤخرة، وتعفن لب الثمار، وفيروس البقع الصفراء. يتميز مرض الأناناس الوردي (وليس مرض الحمضيات الوردي) بتحول الفاكهة إلى اللون البني إلى الأسود عند تسخينها أثناء عملية التعليب. العوامل المسببة لهذا المرض هي خلالة الخلية، وGluconobacter oxydans، و Pantoea citrea، و Tatumella ptyseos.
بعض الآفات التي تؤثر عادة على نباتات الأناناس هي الحشرات القشرية، وهدبيات الأجنحة، والعث، والبق الدقيقي، والنمل، والمؤتلفات.
تعفن القلب هو أخطر الأمراض التي تصيب نباتات الأناناس. يحدث هذا المرض بسبب فطريات Phytophthora cinnamomi و P. parasitica، التي تصيب غالبًا الأناناس المزروع في ظروف رطبة. نظرًا لصعوبة علاجه، فمن المستحسن الوقاية من العدوى عن طريق زراعة أصناف مقاومة حيث تتوفر؛ يجب غمس جميع الشكير المطلوب للتكاثر في مبيد للفطريات، حيث يدخل الفطر من خلال الجروح.

## المكونات

### المحتوى الغذائي
يحتوي الأناناس على كميات كبيرة جدا من السكر[ ؟ ] وغني جدا بالفيتامينات والخمائر المساعدة على الهضم..
70% من وزنها ماء و 20% سكر، يوجد في الأناناس مادة تسمى البروميلين التي تساعد في هضم أثقل الأغذية على المعدة.. كما وجد بها الكثير من الأملاح[ ؟ ] المعدنية مثل الفسفور واليود. يمنع الأناناس عن المصابين بمرض السكر. يفيد في ادرار البول ومكافحة السموم الموجودة في الدم.

### الكيمياء النباتية
تحتوي ثمار الأناناس وقشورها على مواد كيميائية نباتيةمتنوعة، من بينها متعددات الفينول التي تشمل: حمض الغاليك، وحمض السيرينجيك، والفانيلين، وحمض الفريوليك، وحمض السينابيك، وحمض الكوماريك ‏، وحمض الكلوروجينيك ‏، والإبيكاتشين، والأربوتين.
يتواجد البروميلين في جميع أجزاء نبات الأناناس،  وهو عبارة عن خليط من الإنزيمات البروتينية. يتواجد في الساق، والثمرة، والتاج، واللب، وأوراق الأناناس نفسه. يخضع البروميلين لبحوث أولية لعلاج مجموعة متنوعة من الاضطرابات السريرية، ولكن لم يُعرَّف بشكل كافٍ لتأثيراته في جسم الإنسان. قد يكون البروميلين غير آمن لبعض المستهلكين، كما هو الحال في الحمل، أو الحساسية، أو العلاج بمضادات التخثر.
نظرًا لاحتوائه على كمية كافية من البروميلين، قد يكون عصير الأناناس الخام مفيدًا لتتبيل للحوم وتطريتها. على الرغم من أن إنزيمات الأناناس يمكن أن تتداخل مع تحضير بعض الأطعمة أو المنتجات المصنعة، مثل الحلويات القائمة على الجيلاتين أو كبسولات الجل،  فإن نشاطها البروتيني المسؤول عن هذه الخصائص قد يتدهور أثناء الطهي والتعليب. من المحتمل ألا تكون كمية البروميلين الموجودة في حصة نموذجية من فاكهة الأناناس كبيرة، ولكن الاستخلاص المحدد يمكن أن ينتج كميات كافية للمعالجة المنزلية والصناعية.

## الأصناف

### المستنبتات
هناك العديد من المستنبتات المعروفة. تعتبر أوراق المستنبت الشائع "Smooth Cayenne" ومستنسخاته المختلفة ناعمة،  وهو الأكثر زراعته على مستوى العالم. وقد وُزِّعت العديد من المستنبتات من موطنها الأصلي في باراغواي والجزء الجنوبي من البرازيل، وفي وقت لاحق أُدخلت سلالات محسنة إلى الأمريكتين، وجزر الأزور، وإفريقيا، والهند، وماليزيا، وأستراليا. تشمل الأصناف ما يلي:[بحاجة لمصدر]
- "هيلو": صنف هاوايي مدمج بوزن 1.0 إلى 1.5 كغم (2-3 رطل)، له شكل أسطواني، وينتج العديد من الفروع الجانبية، لكنه لا ينتج براعم صغيرة.
- "كونا شوغرلوف": يزن من 2.5 إلى 3.0 كغم (5-6 أرطال)، يتميز بلُب أبيض بدون خشونة في المركز، وشكل أسطواني، ومحتوى عالي من السكر بدون حموضة، مما يجعله فاكهة حلوة للغاية.
- "ناتال كوين": يزن 1.0 إلى 1.5 كغم (2-3 رطل)، يتميز بلُب أصفر ذهبي، وقوام مقرمش، ونكهة خفيفة ومميزة. يُستخدم بشكل رئيسي للاستهلاك الطازج ويحتفظ بجودته بعد النضج. يتميز بأوراق شائكة ويُزرع في أستراليا، وماليزيا، وجنوب إفريقيا.
- "بيرنامبوكو" ("إليوثيرا"): يزن 1-2 كغم (2-4 رطل)، يتميز بلُب أصفر باهت إلى أبيض، ونكهة حلوة وقوام يذوب في الفم، مما يجعله مثاليًا للأكل الطازج، لكنه غير مناسب للشحن. يتميز بأوراق شائكة ويُزرع في أمريكا اللاتينية.
- "ريد سبانيش": يزن 1-2 كغم (2-4 رطل)، له لُب أصفر باهت ورائحة عطرية، وشكل مربع تقريبًا، وهو مناسب للشحن كفاكهة طازجة إلى الأسواق البعيدة. يتميز بأوراق شائكة ويُزرع في أمريكا اللاتينية والفلبين. كان الصنف الأصلي المزروع في الفلبين لألياف أوراقه (بينا) المستخدمة في صناعة النسيج التقليدي.[35][59]
- "الكايين الناعم"، فاكهة أسطوانية الشكل يتراوح وزنها بين 2.5 إلى 3.0 كغم (5 إلى 6 رطل)، ذات لُب أصفر باهت إلى أصفر اللون، تحتوي على نسبة عالية من السكر والحمض، تتكيف بشكل جيد مع التعليب والمعالجة؛ أوراقها خالية من الأشواك. وهو نوع قديم طُوِّر من قبل الشعوب الأمريكية الهندية.[82] في بعض أجزاء من آسيا، يُعرف هذا الصنف باسم سراوق، نسبةً إلى المنطقة التي يزرع فيها في ماليزيا.[83] وهو أحد أسلاف المستنبتين "73-50" (ويسمى أيضًا "MD-1" و"CO-2") و"73-114" (ويسمى أيضًا "MD-2").[82] كان الكايين الناعم في السابق الصنف المنتج في هاواي، والأسهل للإيجاد في متاجر البقالة في الولايات المتحدة، ولكن استُبدل خلال منتصف التسعينيات وعام 2000 بـ MD-2.[82] أدى نجاح MD-2 من Del Monte إلى دفع شركة Dole إلى الحصول على وزراعة أناناس MD-2 الخاص بها، مما أدى إلى نشوء قضية Del Monte Fresh Produce Co. ضد شركة Dole Food Co.
- تُزرع بعض أنواع الأناناس كنباتات زينة للحصول على لون وحجم ثمار جديد وصفات جمالية أخرى.

في الولايات المتحدة، في عام 1986، حُلَّ معهد أبحاث الأناناس وقُسِّمت أصوله بين شركة ديل مونتي وشركة ماوي لاند والأناناس. أخذت شركة ديل مونتي المستنبت '73–114'، الملقب بـ 'MD-2'، إلى مزارعها في كوستاريكا، ووجدت أنه مناسب تمامًا للنمو هناك، وأطلقته علنًا في عام 1996 باسم 'Gold Extra Sweet'، بينما بدأت ديل مونتي أيضًا في تسويق '73–50'، الملقب بـ 'CO-2'، باسم 'Del Monte Gold'. بدأت شركة ماوي للأناناس في زراعة الصنف 73-50 في عام 1988 وأطلقت عليه اسم ماوي غولد. تستمر شركة Hali'imaile Pineapple Company، الشركة الخليفة لشركة MPC، في زراعة ماوي غولد على سفوح هاليكالا.

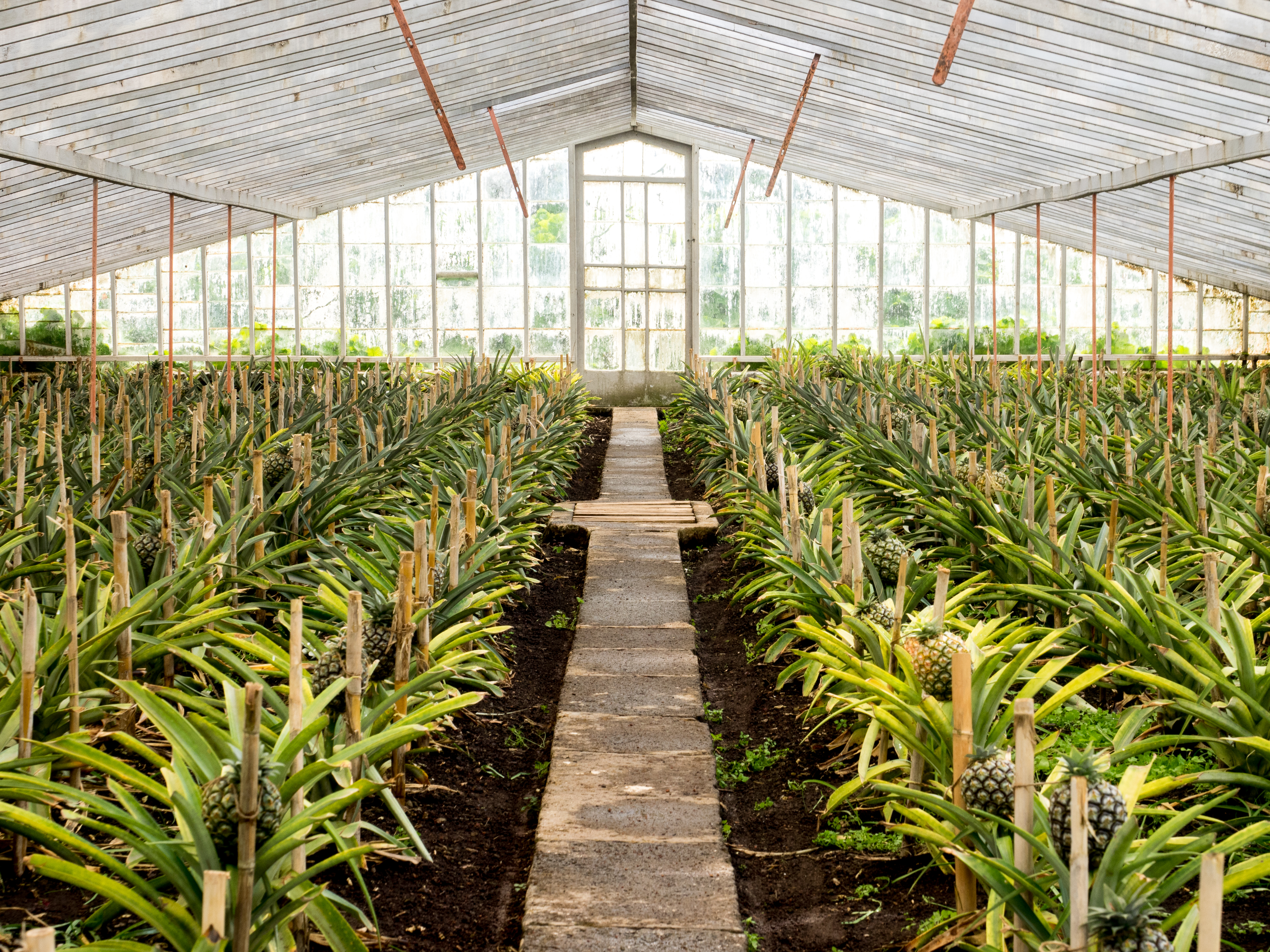
زراعة الأناناس في الدفيئة الزراعية
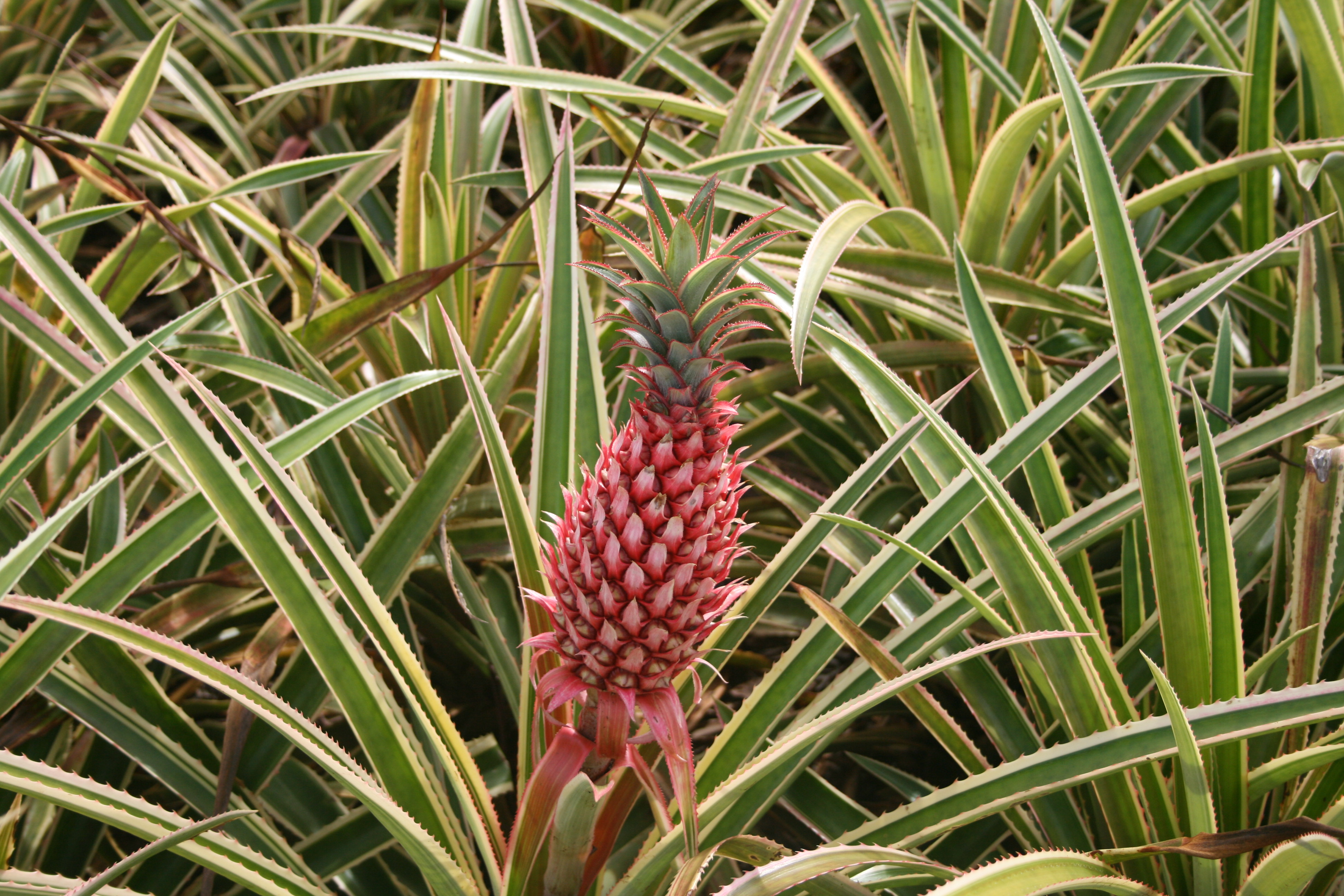
الأناناس الأحمر ( Ananas bracteatus )
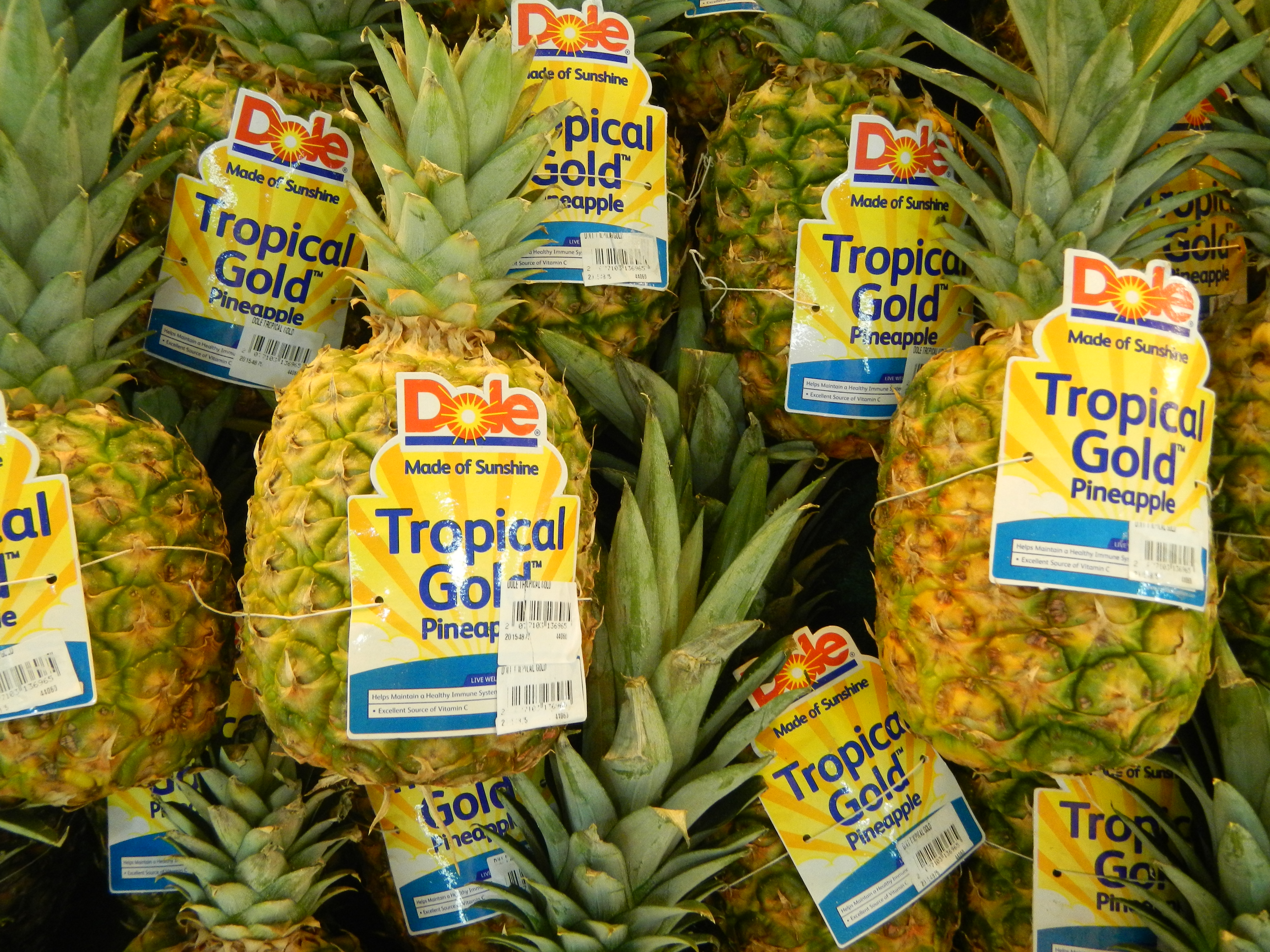
الذهب الاستوائي
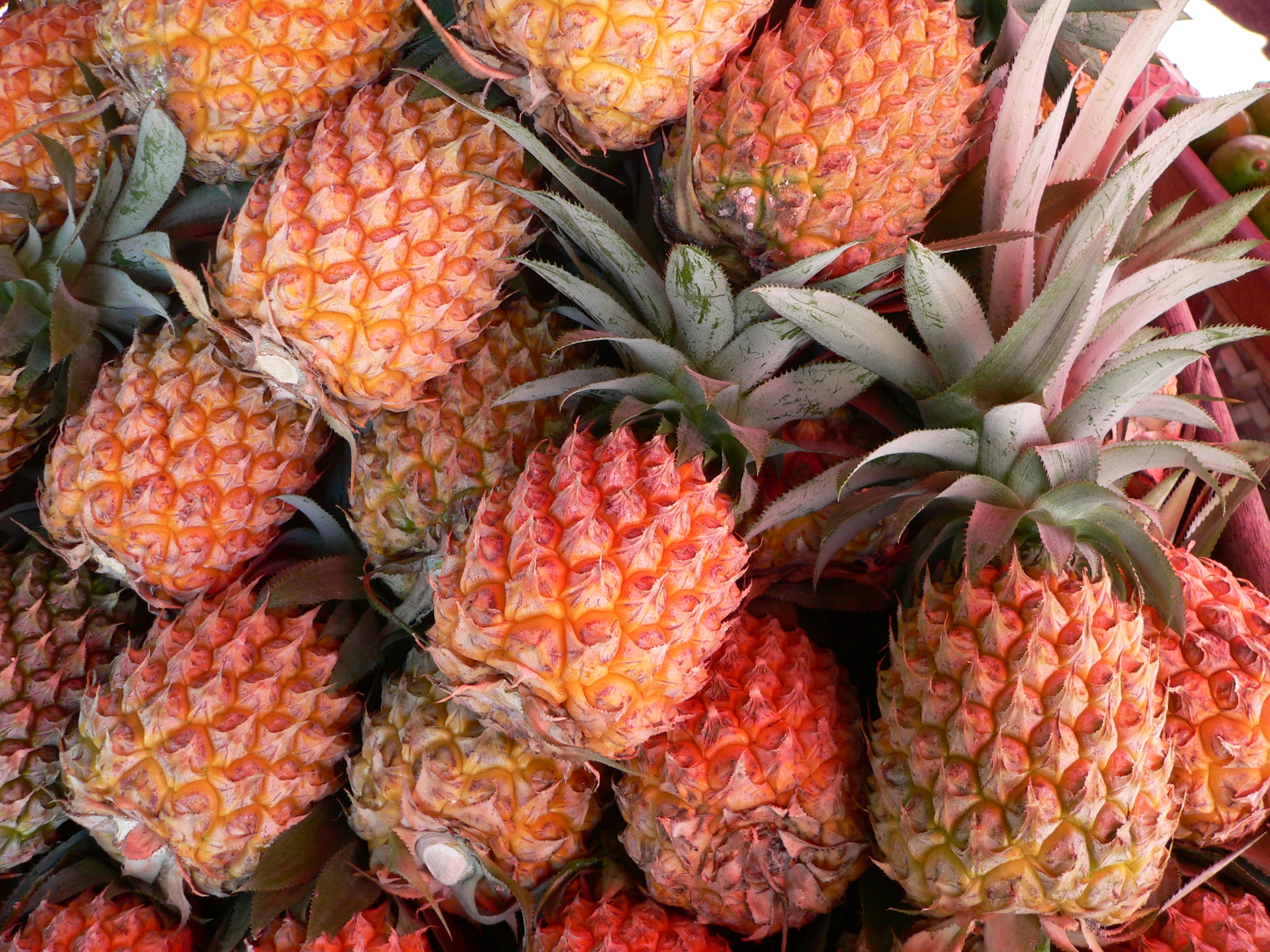
فيكتوريا

## الإنتاج

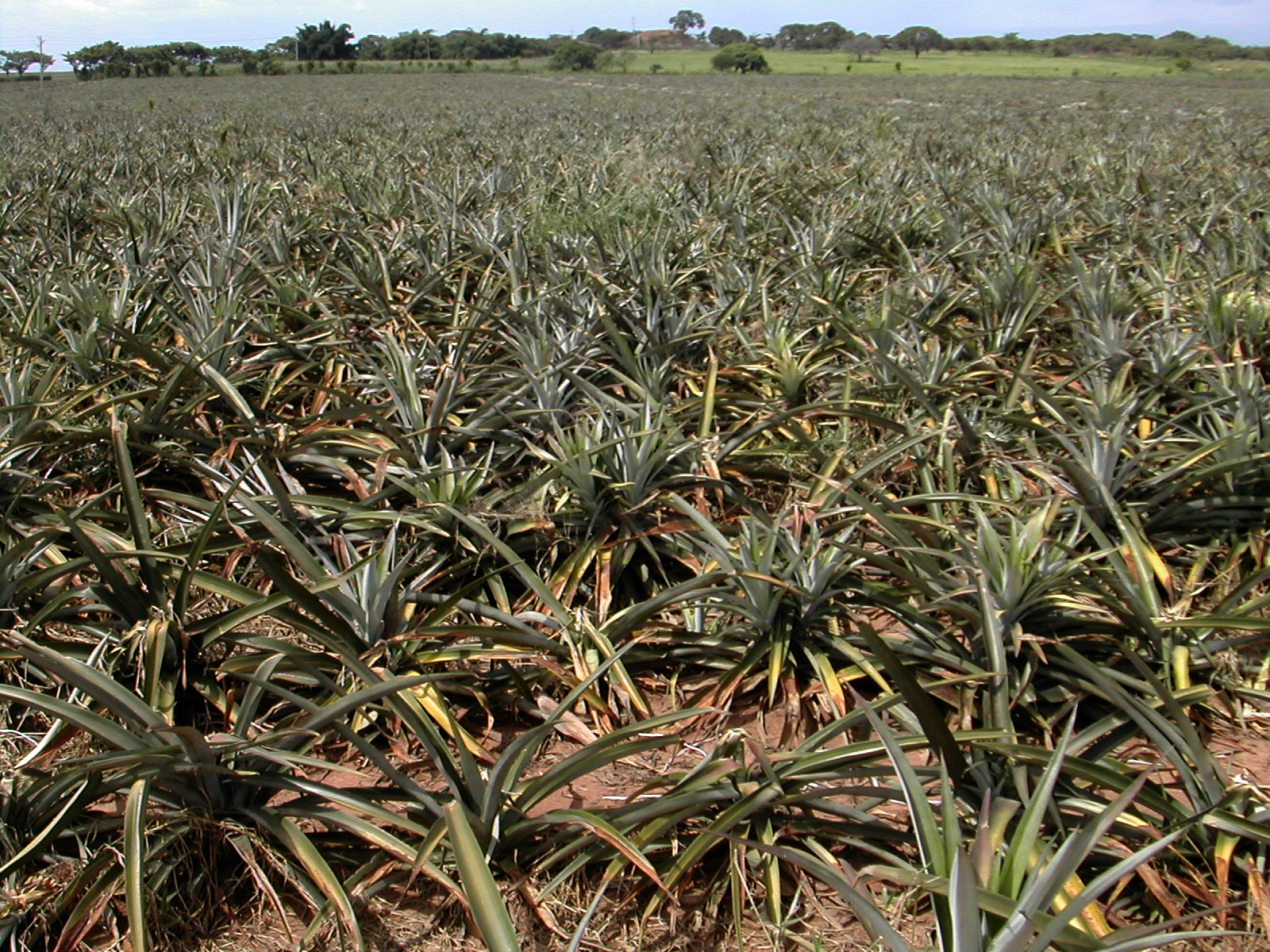
حقل أنناس في المكسيك

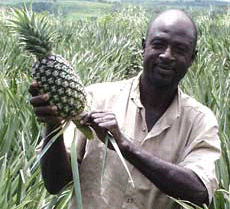
فلاح غاني يحمل أنناس

| الإنتاج بالطن. أرقام لسنة 2003-2004 معطيات منظمة الفاو[ ؟ ] |            |      |            |      |
| تايلندا                                                     | 1.700.000  | 12%  | 1.700.000  | 11%  |
| الفلبين                                                     | 1.650.000  | 11%  | 1.650.000  | 11%  |
| الصين                                                       | 1.316.280  | 9%   | 1.475.000  | 10%  |
| البرازيل                                                    | 1.400.190  | 10%  | 1.435.600  | 9%   |
| الهند                                                       | 1.100.000  | 8%   | 1.300.000  | 9%   |
| نيجيريا                                                     | 889.000    | 6%   | 889.000    | 6%   |
| كوستاريكا                                                   | 725.224    | 5%   | 725.224    | 5%   |
| المكسيك                                                     | 720.900    | 5%   | 720.900    | 5%   |
| أندونيسيا                                                   | 467.395    | 3%   | 700.000    | 5%   |
| كينيا                                                       | 600.000    | 4%   | 600.000    | 4%   |
| كولومبيا                                                    | 405.901    | 3%   | 390.000    | 3%   |
| فنزويلا                                                     | 383.922    | 3%   | 380.000    | 2%   |
| بلدان أخرى                                                  | 3.257.267  | 25%  | 2.655.689  | 15%  |
| المجموع                                                     | 15.145.631 | 100% | 15.287.413 | 100% |

| الإنتاج بالطن. أرقام لسنة 2015 معطيات منظمة الفاو[ ؟ ] |           |
| تايلاند                                                | 2.200.300 |
| الفلبين                                                | 2.130.000 |
| الصين                                                  | 2.080.500 |
| البرازيل                                               | 1.950.000 |
| الهند                                                  | 1.650.000 |
| نيجيريا                                                | 1.200.000 |
| المكسيك                                                | 900.800   |
| كوستاريكا                                              | 850.100   |
| أندونيسيا                                              | 830.000   |
| كولومبيا                                               | 700.900   |
| كينيا                                                  | 650.200   |
| بلدان أخرى                                             | 5.600.800 |

## الاستهلاك

### الطعام
يكثر استخدام الأناناس في العصائر، الكوكتيل والسموثي، كما يمكن تحضير حلويات من الأناناس مثل كيك الأناناس. أو يمكن إضافته إلى أطباق ساخنة كالروبيان وغيره.
خل الأناناس هو أحد المكونات الموجودة في المطبخ الهندوراسي والفلبيني، حيث يُنتج محليًا. في المكسيك، عادة ما يُصنع بقشور الفاكهة الكاملة، وليس العصير؛ ومع ذلك، في المطبخ التايواني، يُنتج غالبًا عن طريق مزج عصير الأناناس مع خل الحبوب.
استهلك الاتحاد الأوروبي 50% من إجمالي استهلاك العالم من عصير الأناناس في الفترة 2012-2016. كانت هولندا أكبر مستورد لعصير الأناناس في أوروبا. تعد تايلاند، وكوستاريكا، وهولندا من الموردين الرئيسيين لسوق الاتحاد الأوروبي في الفترة 2012-2016. كانت الدول الأكثر استهلاكًا لعصير الأناناس في عام 2017 هي تايلاند، وإندونيسيا، والفلبين، حيث بلغ مجموع استهلاكها 47% من إجمالي الاستهلاك العالمي. يعتبر استهلاك عصير الأناناس في الصين والهند منخفضًا مقارنة بعدد سكانهما.

### المنسوجات
كان مستنبت الأناناس "الأحمر الإسباني" يزرع على نطاق واسع في الفلبين . كانت الأوراق الطويلة لهذا الصنف هي مصدر بينا التقليدي الألياف، وهي عبارة عن تكييف لتقاليد النسيج الأصلية باستخدام الألياف المستخرجة من abacá. نُسجت في أقمشة لامعة تشبه أقمشة nipis المزينة عادة بتطريزات زهرية معقدة تعرف باسم calado sombrado. كان هذا القماش من الصادرات الفاخرة من الفلبين خلال الفترة الاستعمارية الإسبانية وحظي بقبول واسع بين الطبقة الأرستقراطية الأوروبية في القرنين الثامن عشر والتاسع عشر. محليًا، اُستخدمت لصنع barong tagalog التقليدي ، baro't saya، و traje de mestiza ملابس الطبقة العليا الفلبينية، بالإضافة إلى أوشحة النساء ( pañuelo). وقد فُضِّلت بسبب خفة وزنها، وهو ما كان مثاليًا في المناخ الاستوائي الحار للجزر. لقد دمرت الصناعة في الحرب العالمية الثانية ولم تبدأ إلا الآن في الانتعاش.

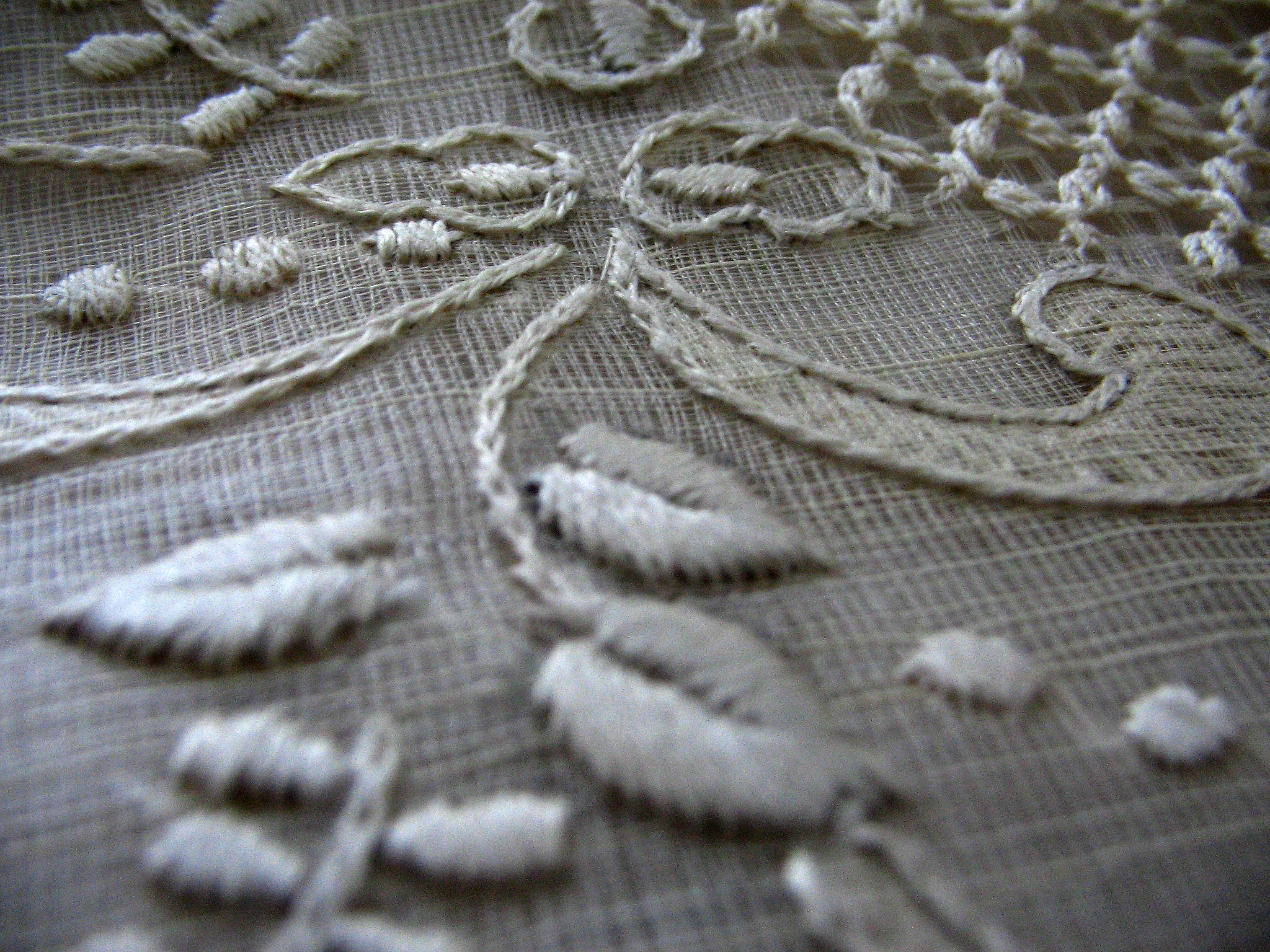
Calado التطريز على barong tagalog
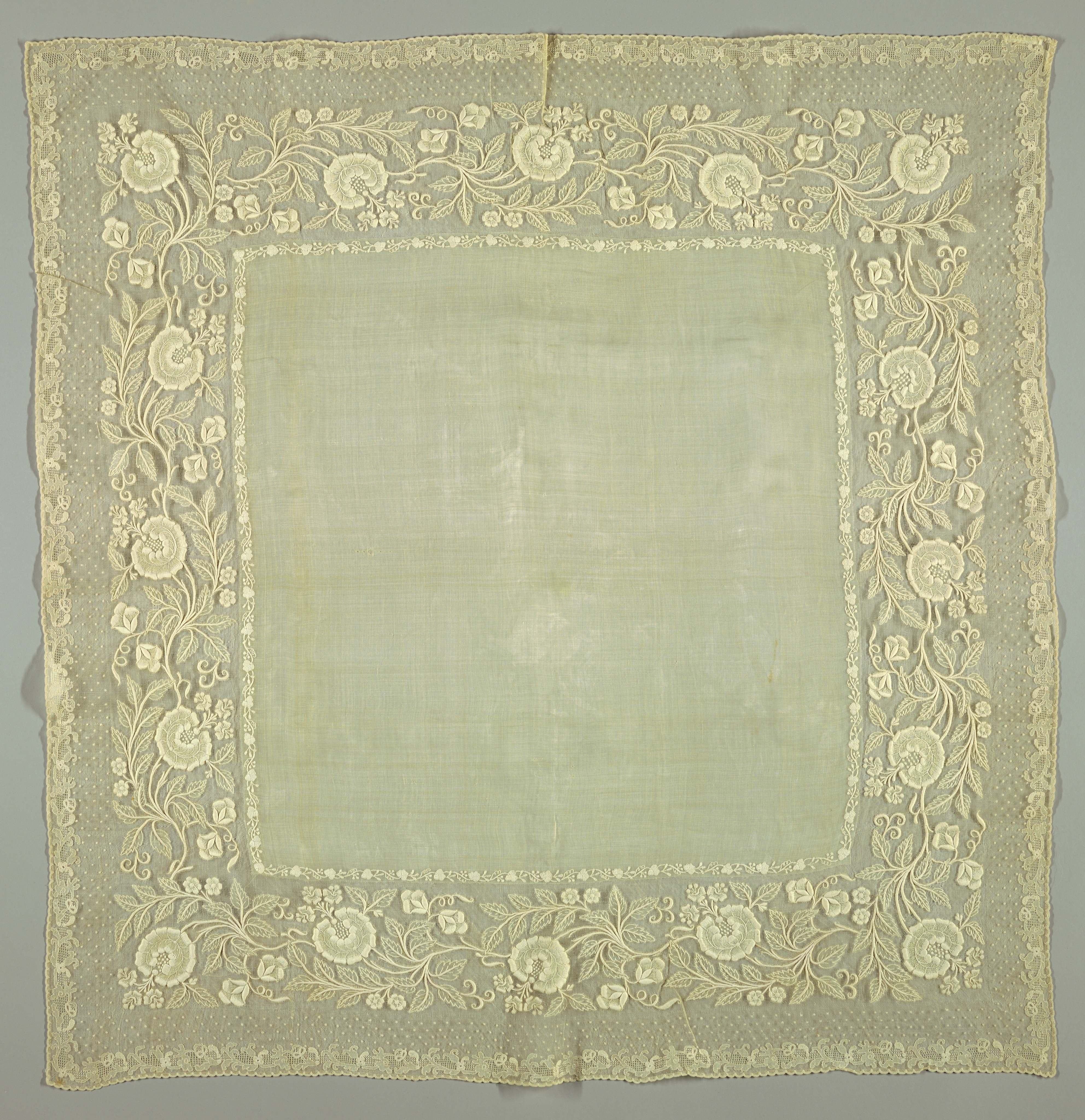
منديل من القرن التاسع عشر معروض في متحف كوبر هيويت سميثسونيان للتصميم
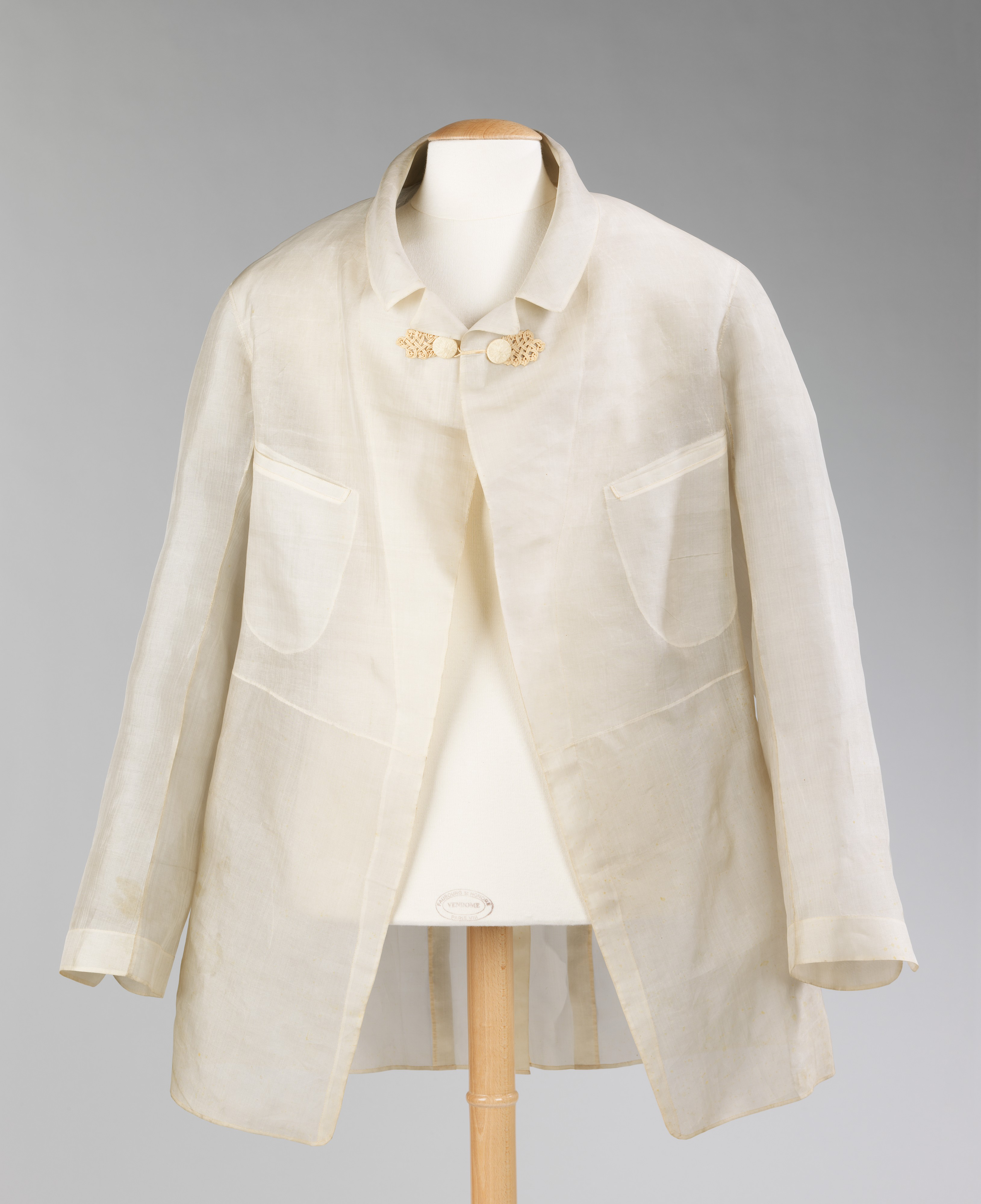
معطف طويل، 1840-1849، الفلبين، متحف متروبوليتان للفنون

### نبات منزلي
يُزرع الصنف A. comosus 'Variegatus' أحيانًا كنبات منزلي. يحتاج إلى ضوء الشمس المباشر وينمو في درجات حرارة تتراوح بين 18 و24 درجة مئوية (64 إلى 75 درجة فهرنهايت)، مع حد أدنى لدرجة الحرارة الشتوية يبلغ 16 درجة مئوية (61 درجة فهرنهايت). يجب الحفاظ على الرطوبة، ولكن يجب ترك التربة لتجف بين عمليات الري. ليس له فترة راحة تقريبًا ولكن يجب إعادة زرعه كل ربيع حتى يصل الوعاء إلى 20 سنتيمترًا (8 بوصة).

## المعلومات الغذائية
يحوي الكوب الواحد من قطع الأناناس الطازجة ما يقارب 82 سُعرة حرارية، و0 غرام من الدسم، و0 غرام من الكولسترول، و2 غرام من الصوديوم، و22 غرام من الكربوهيدرات الكلية (بما في ذلك 16 غرام سكر، و2،3 ألياف[ ؟ ])، و1 غرام بروتينات.
يغطي الكوب الواحد من قطع الأناناس الطازجة 131% من الاحتياج اليومي للفيتامين C، و2% من احتياجنا للفيتامين A، و2% من احتياجنا للكالسيوم، و2% من احتياجنا للحديد.
كما يُشكّل الأناناس مصدراً لفيتامينات ومعادن مهمّة، مثل الثيامين والريبوفلافين وفيتامين B6 والفولات وحمض البانتوثينيك والمغنزيوم والمنغنيز والبوتاسيوم ومُضادات الأكسدة والبوليفينولات، مثل البيتا كاروتين.
الأناناس الطازج هو المصدر الوحيد المعروف لإنزيم البروميلين، والذي يستخدم في تسكين ألم المفاصل والتهاب المفصل، وتخفيف الالتهاب، وتثبيط النمو الورمي، وتقصير مدة النقاهة بعد الجراحة التجميلية. :